# Bartholomew Sharp
Pour les articles homonymes, voir Sharp.
Bartholomew Sharp (1650 - 29 octobre 1702) était un corsaire, pirate et boucanier anglais dont la carrière dura seulement trois ans (1679-82). Son navire amiral était le Trinidad  conquis sur les Espagnols. 

## Biographie
Il fit une expédition le long de la côte ouest de l'Amérique du Sud jusqu'au Antilles. Il pillait les colonies espagnoles.
La carrière de Sharp en tant que capitaine pirate a commencé quand les boucaniers avec qui il naviguait autour de l'Amérique du Sud eurent besoin d'un nouveau commandant. Il s'est rapidement avéré être un chef naturel et un marin doué. Mais cela ne s'est pas déroulé sans heurt.
Sous son commandement, les boucaniers ont quadrillé l'Amérique du Sud jusqu'aux Caraïbes, prenant 25 bateaux espagnols et pillant de nombreuses villes espagnoles. Il pille Rosario le 29 juillet 1681
Il fut accompagné de 1680 à 1682 par le docteur Basil Ringrose (1653-1686) qui tînt un livre de bord dont les récits de voyage constituent une source intéressante quant à la vie des boucaniers. Autre source des raids sur la Côte pacifique qu'il entreprend à la même époque, les récits de ses compagnons William Dampier, Lionel Wafer et Raveneau de Lussan, en particulier sur le Rendez-vous de l'île d'Or qui lui permet de traverser chaque année entre 1680 et 1688 l'isthme de Panama avec John Coxon et l'aide des indiens Kunas.
Il fut gracié par le Roi car il lui avait rétrocédé beaucoup de cartes maritimes volées aux Espagnols.

## Dans la culture populaire
Dans le manga "One Piece" un capitaine corsaire porte le nom de Bartholomew Kuma.